# دائرة التحقيقات الجنائية الوطنية

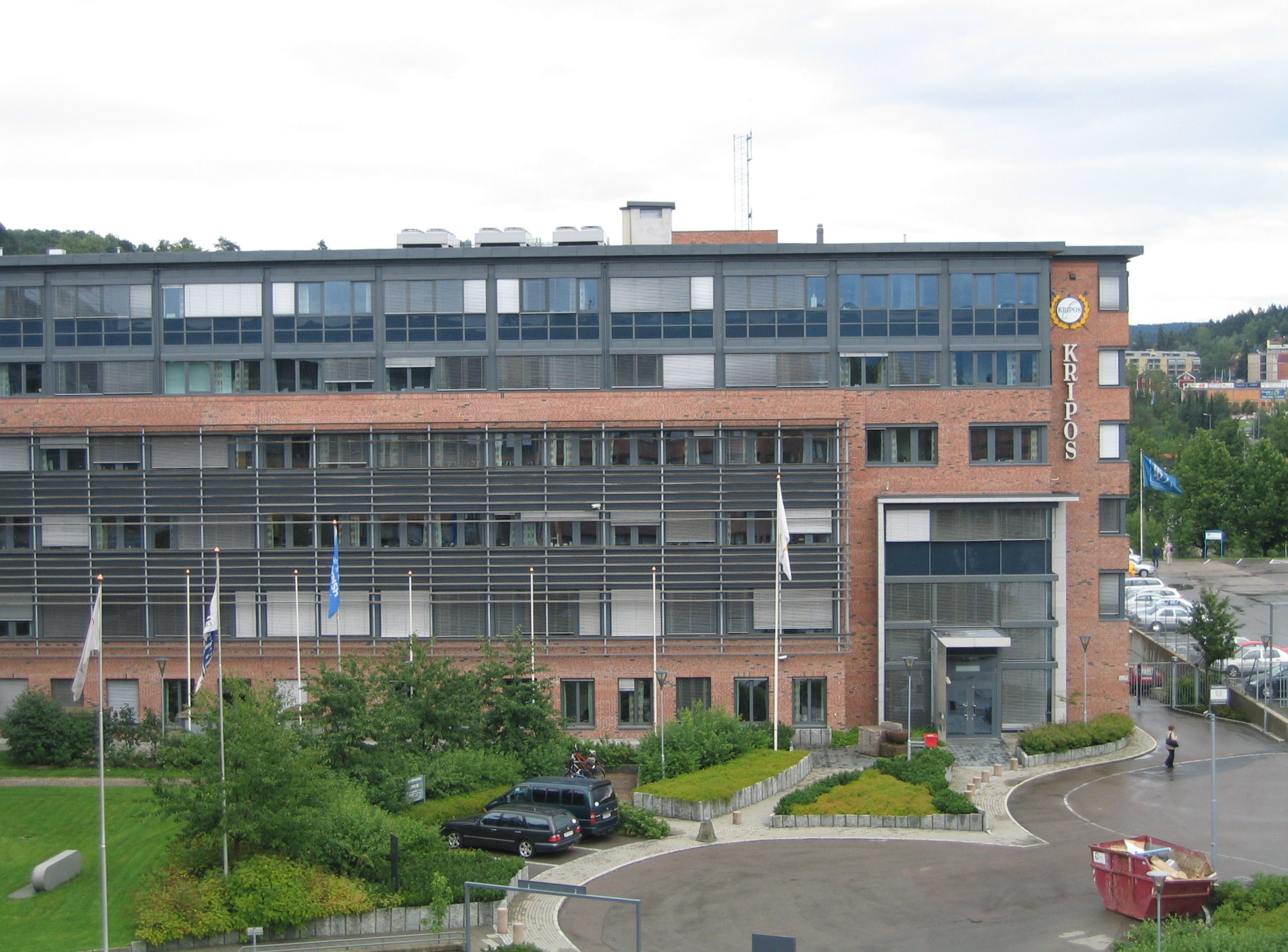
مقر كريبوس في منطقة برين بأوسلو

دائرة التحقيقات الجنائية الوطنية (بالنرويجية: Den nasjonale enhet for bekjempelse av organisert og annen alvorlig kriminalitet)‏ المعروفة باسم كريبوس هي وكالة خاصة تابعة للشرطة النرويجية. يقع مقرها في العاصمة أوسلو وتم إنشائها عام 1959. وتهدف إلى مكافحة الجرائم المنظمة والخطيرة.

## روابط خارجية
- الموقع الرسمي